# Baba Noriko
Baba Noriko (馬場 典子; Hepburn: Baba Noriko) (Tokió, 1977. május 4. –) japán válogatott labdarúgó.

## Klub
1994 és 2006 között a Nippon TV Beleza csapatában játszott. 2006-ban vonult vissza.

## Nemzeti válogatott
2001-ben debütált a japán válogatottban. A japán válogatottban 5 mérkőzést játszott.

## Statisztika
| Japán válogatott | Japán válogatott | Japán válogatott |
| Időszak          | Mérk.            | gól              |
| ---------------- | ---------------- | ---------------- |
| 2001             | 4                | 0                |
| 2002             | 1                | 0                |
| Összesen         | 5                | 0                |

## Sikerei, díjai
Klub
- Japán bajnokság: 2000, 2001, 2002, 2005, 2006